# Devil's Bridge
Devil's Bridge ou Pontarfynach est un village et une communauté du Ceredigion, au pays de Galles.

## Géographie
Le village se trouve sur la route A4120, à une quinzaine de kilomètres à l’est d'Aberystwyth. 
Au-dessus de la rivière Mynach (en), à la périphérie du village, se trouve le pont routier inhabituel d'où le village tire son nom anglais, qui signifie « pont du Diable ». Le nom gallois signifie quant à lui simplement « pont sur la Mynach ».

## Démographie
Au recensement de 2011, la communauté de Pontarfynach comptait 455 habitants.